# Peter Bernt Kinninmundt
Peter Bernt Kinninmundt, född 21 maj 1691 i Stockholm, död 22 november 1733 i Malexanders församling, Östergötlands län, var en svensk militär.

## Biografi
Peter Bernt Kinninmundt föddes 1691 i Stockholm. Han var son till bergsrådet Robert Kinninmundt och Anna Christina Berentsdotter. Kinninmundt blev volontär vid fortifikationen 1707 och konduktör i Malmö 1709. Kinninmundt blev 5 maj 1710 konduktör i Karlskrona. Cirka fyra månader senare, 15 september var han regementskvartermästare vid Närkes och Värmlands tremänningsinfanteriregemente. Den 4 april 1714 vart han transporterad till Västgöta tremänningsinfanteriregemente. Samma år i oktober månad blev han åter transporterad till Närkes och Värmlands tremänningsinfanteriregemente och senare regementskvartermästare 5 april 1717. Kapten 26 juni 1718 och avgången vid regementets reducering 30 januari 1720. Kaptens exspektans vid Södermanlands regemente 1723 och vid livgardet 1732. Han dog 1733 på Aspenäs i Malexanders församling och begravdes 28 november samma år i Malexanders kyrka. Vapnet sitter uppe i kyrkan.
Kinninmundt ägde gården Aspenäs i Malexanders socken.

### Familj
Kinninmundt var gift med Eva Elisabet Du Rietz (1700–1771). Hon var dotter till hovjunkaren Carl Du Rietz och Eva Elisabet Klingstedt. De fick tillsammans barnen Carl Robert Kinninmundt (1729–1729), Eva Christina Kinninmundt (1731–1799) som var gift med kaptenen Johan Printzensköld (1720-1758) och lagmannen Johan Gustaf Gripensköld (1723-1791) och Charlotta Sofia Kinninmundt (1733–1734).